# Любовниковский сельский округ (Сасовский район)
Любо́вниковский се́льский о́круг — упразднённая административно-территориальная единица, существовавшая на территории Сасовского района Рязанской области до 2004 г.
Административный центр — село Любовниково.

## История
Сельский округ был упразднён законом Рязанской области от 07.10.2004 № 96-ОЗ. В результате чего два сельских округа — Любовниковский и Гавриловский были объединены в одно муниципальное образование — Гавриловское сельское поселение. Административный центр Любовниково утратил свои полномочия. Управление было перенесено в село Гавриловское.

## Административное устройство
В состав Любовниковского сельского округа входило 3 населённых пункта:
1. с. Любовниково — административный центр
2. д. Елизаветовка
3. д. Русановка.